# Podrywek szerokogrzbiety
Podrywek szerokogrzbiety (Aulonothroscus laticollis) – gatunek chrząszcza z rodziny podrywkowatych.

## Taksonomia
Gatunek opisany został w 1897 roku przez Michała Rybińskiego na podstawie okazu z Polski, jako Throscus laticollis.

## Opis
Ciało od 3,3 do 3,5 mm długie, brunatnoczarne o czułkach, odnóżach i szwie pokryw rdzawobrunatnym. Buławki czułków z długimi, płatowatymi wyrostkami. Tylna część przedplecza z dwoma wgłębieniami, a boczna spłaszczona i rozszerzona z ostrą krawędzią. Pokrywy żółto owłosione, w przedniej ⅓ nieco rozszerzone, w okolicy szóstej bruzdki stromo załamane. Narząd kopulacyjny samca spłaszczony i szeroki. Paramery o esowatych krawędziach, pośrodku rozszerzone, z wierzchołkami zwężonymi i zwróconymi ku sobie, haczykami po wewnętrznej stronie, bocznie oszczecinione. Prącie gruszkowate o wierzchołku zaokrąglonym, dwukrotnie dłuższe niż szerokie.

## Występowanie
Gatunek o niewystarczająco poznanym rozmieszczeniu. Wykazany został dotąd z Białorusi, Chorwacji, Finlandii, Francji, Norwegii, Polski, europejskiej Rosji oraz wschodniej Palearktyki.
W Polsce bardzo rzadki, wykazany wyłącznie z Kłaja i Puszczy Białowieskiej.